# Municipio de Washington (condado de Franklin, Ohio)
El municipio de Washington (en inglés: Washington Township) es un municipio ubicado en el condado de Franklin en el estado estadounidense de Ohio. En el año 2010 tenía una población de 1549 habitantes y una densidad poblacional de 174,11 personas por km².

## Geografía
El municipio de Washington se encuentra ubicado en las coordenadas 40°4′18″N 83°11′10″O / 40.07167, -83.18611. Según la Oficina del Censo de los Estados Unidos, el municipio tiene una superficie total de 8.9 km², de la cual 8.84 km² corresponden a tierra firme y (0.67%) 0.06 km² es agua.

## Demografía
Según el censo de 2010, había 1549 personas residiendo en el municipio de Washington. La densidad de población era de 174,11 hab./km². De los 1549 habitantes, el municipio de Washington estaba compuesto por el 77.21% blancos, el 2.58% eran afroamericanos, el 0.13% eran amerindios, el 10.97% eran asiáticos, el 0.06% eran isleños del Pacífico, el 6.33% eran de otras razas y el 2.71% pertenecían a dos o más razas. Del total de la población el 12.4% eran hispanos o latinos de cualquier raza.